# Most sajeda Handana
Most sajeda Handana (perz. پل سیدخندان; Pol-e sajed Handan) je most u iranskom glavnom gradu Teheranu. Nalazi se u četvrti sajeda Handana odnosno 7. gradskom kotaru, sastavni je dio gradske autoceste Resalat i premošćuje Ulicu Alija Šarijatija. Vijadukt je izgrađen od armiranog betona i sastoji se od šest konstruktivnih dijelova pojedinačnog raspona od oko 40 m odnosno ukupne duljine od 240 m. Poprečno obuhvaća dva glavna konstruktivno odvojena kolnika s tri prometne trake za motorna vozila odnosno nogostupom za pješački promet i održavanje pojedinačne širine od približno 12 m, te jedan sporedni kolnik s nogostupom ukupne širine 8,0 m. Most je građen sredinom 1970-ih, u promet je pušten 1977., te saniran 2012. godine. Za projektiranje i nadzor izgradnje bila je zadužena iranska građevinska tvrtka Hexa.

## Vanjske poveznice
- (engl.) Hexa (2013.): Seyed Khandan Bridge  Arhivirana inačica izvorne stranice od 24. listopada 2013. (Wayback Machine), Tehran: Hexa Consulting Engineers, pristupljeno 4. travnja 2013.
- (engl.) Tehran.ir (2013.): District 7  Arhivirana inačica izvorne stranice od 5. veljače 2013. (Wayback Machine), pristupljeno 4. travnja 2013.
- (perz.) Shahrnevesht (26. svibnja 2012.): پل سید خندان تغییر می کند[neaktivna poveznica], Tehran: Shahrnevesht, br. 6776., pristupljeno 4. travnja 2013.

Sestrinski projekti
|  | Zajednički poslužitelj ima još gradiva o temi Most sajeda Handana |